# Isaac Delahaye
Isaac Delahaye (Ieper, 9 januari 1982) is een Belgische gitarist die speelde bij de Nederlandse deathmetalband God Dethroned. Sinds 2009 speelt hij bij de Nederlandse metalband Epica en MaYaN.
Hij studeerde af aan het Popdepartement van het Rotterdams Conservatorium.

## Bands

### Huidig
- Areen (pop/rock)
- Epica (symphonic metal)

### Voorheen
- Forcible (thrashmetal)
- Edgecrusher (deathmetal)
- Panopticum (progressieve metal)
- Down Till Dawn (thrashmetal)
- God Dethroned (blackened deathmetal)
- MaYaN (symfonische deathmetal)

- Gemeinsame Normdatei: 1170187293
- MusicBrainz: 56d89f9e-321b-4805-83db-838b42611d1f
- Virtual International Authority File: 4605154137642115370004
- WorldCat: E39PBJfmtWXGw7w4dcVpWYYHG3